# ラビナス
ラビナス (LAVENUS) は、花王がかつて発売していたヘアケア製品のブランド名である。現在も日本国外の一部地域では展開されている。

## コンセプト
花王としては初めて、ヘアケアの複数カテゴリー（シャンプー/コンディショナー、トリートメント、ヘアスタイリング、ヘアカラー、ヘアブラシなど）を横断展開したブランドとして1996年2月に販売開始。後述のように当時台頭してきていたP&Gや日本リーバ（当時）などの外資系メーカーを意識した製品展開やファッション性を最重視した広告展開が行われるなど同社初の試みも多く見られた。
同社製品としてはステーシア（シャンプー/コンディショナー）、エクス・ケア（トリートメント）、ルアージュ（ヘアスタイリング、ヘアマニキュア）、ルーネット（ヘアブラシ）の統一後継に当たり、2003年のアジエンス発売までは同社ヘアケアのフラッグシップブランドであった。

## 沿革
- 1996年2月 - ラビナス誕生。ヘアケアシリーズ3品（クレンジングシャンプー、ナリシングコンディショナー、トリートメントエッセンス）及びヘアラインメイクシリーズ8品を発売。
- 1996年6月 - シャンプー＆コンディショナーのミニセット及びヘアメイクシリーズのミニサイズを発売。
- 1997年2月
  - トリートメント製品の単独ブランドだった「エクス・ケア」を吸収する形でヘアコントロールを発売（同年9月にエッセンシャルブランドからもトリートメントが再発売された）。
  - デザイニングローション、コームオンフォーム、ピンスポットスプレーを発売。
  - 初のカラーメイクシリーズとしてブリーチ及びヘアマニキュア（4色）を発売。「ルアージュ・トリートメントヘアマニキュア」（1995年春発売）の後継品。
- 1997年10月 - 同社初の黒髪用ヘアカラーであるピュアカラー発売。当初は「イエローブラウン」「オレンジブラウン」「レッドブラウン」の暖色ライト系3色展開。
  - 本製品のCMから翌2月のブランドリニューアルに先駆けてブランドキャッチコピーとして「私らしく髪を遊ぶ」が制定（～1999年）。
- 1998年2月 - ブランド全体のリニューアル。
  - ヘアケアシリーズ及びトリートメントエッセンスが初のリニューアル。ヘアコントロールの後継品としてトリートメントを発売。
  - スタイリングシリーズがリニューアル。詳細は#ヘアラインメイクシリーズ（第2期）を参照。
  - ピュアカラーに寒色ダーク系カラー（明るい髪用）の「オリーブブラウン」「クールブラック」が追加。同時に髪色を戻すヘアカラー/ヘアマニキュアを発売。
  - ロゴのデザインが一部変更（簡略化）され、既存品もデザイン変更された。
  - 同年のTRFを皮切りに以降相川七瀬（1999年）、AREA3（2000年）、Do As Infinity（2001年～2002年）と年単位でCMソングのタイアップが続くことになる。
- 1998年4月 - ヘアファンデーション、ヘアマスカラ発売。
- 1998年7月 - ハイブリーチ発売。ブリーチをリニューアル。
- 1998年9月 - デザイニングオイル、デザイニングリキッド発売。デザイニングローションがリニューアル。
  - コームオンフォーム、ピンスポットスプレーは同時期に生産終了。
- 1998年冬 - ヘアマスカラに限定2色（「ペリドットグリーン」「ジルコニアパープル」）発売。
- 1998年12月 - ヘアケアシリーズの2ライン化を前に従来シリーズをコットンフィールシリーズに改名。
- 1999年2月
  - ヘアケアシリーズにヘアカラーやパーマで傷んだ髪向けのシルキーフィールシリーズが追加。2タイプに。
  - コームタイプのヘアカラー、ピュアカラーNeo発売。発売当初は全4色（「ライトニュアンス」「イエローニュアンス」「オレンジニュアンス」「レッドニュアンス」）。
- 1999年9月
  - デザイニングスプレー、デザイニングワックス発売。
  - ピュアカラーNeoに明るくした髪用の新3色（「オリーブニュアンス」「アッシュニュアンス」「トゥルーブラック」）追加。
- 1999年11月 - スタイリングシリーズが2度目のリニューアル。詳細は#ヘアラインメイクシリーズ（第3期）を参照。
- 2000年1月 - ピュアカラーNeoにブラウン系の新2色（「ビターブラウン」「マイルドブラウン」）追加。同時に既存色の「ライトニュアンス」を「ライトブラウン」に改名。
- 2000年4月 - ヘアケアシリーズが3度目のリニューアル。ピュアクレンジングとシルキーサプライの2タイプに。
- 2000年7月 - EXハイブリーチ発売。
- 2000年10月 - 水分たっぷりヘアウォーター発売。
- 2001年2月 - サブブランドとして男女両用のヘアカラー、カラーアピールシリーズの展開を開始。第1弾はストリートシリーズとして東京の町の名前を冠した全5色及びイナズマブリーチの全6品。
  - 同時期にピュアカラー、EXハイブリーチ、ヘアマニキュア、ヘアファンデーション、ヘアマスカラが生産終了。
- 2001年4月 - 「Do Design」プロモーションとしてDo As Infinityの伴都美子を起用開始（2002年まで）。
- 2001年8月 - Cラインミルキィゼリー及びピュアカラーNeoの後継となるラビナスヘアカラー発売。
  - 同時期に既存のスタイリングシリーズ7品も若干のデザイン変更。
- 2001年9月 - ヘアケアシリーズが4度目のリニューアル。トリートメントを含めデザイニングシリーズとして1本化。
  - 一方で初代からの流れのクレンジング系シャンプーが消滅したほか、従来のトリートメント（2種）、Cラインなめらかカールウォーター、デザイニングローション、デザイニングオイル、デザイニングリキッド、ピュアカラーNeoなど多くの製品が生産終了となる。
  - 以降ヘアケア及びヘアスタイリング製品の新製品は発売されなかった（後述のラビナスアドバンスを除く）。
- 2002年2月 - カラーアピールシリーズ第2弾としてキャラクターシリーズ、ブリーチ、ハイブリーチ、髪色もどしシリーズ3品を発売。
  - 従来のブリーチ、ハイブリーチと髪色をもどすヘアカラー/ヘアマニキュアは生産終了。これによりヘアマニキュア製品が消滅した。
- 2002年3月 - ルーネットの後継品としてヘアブラシシリーズを発売。
- 2002年9月 - ラビナスヘアカラーの新色（「キャラメルブラウン」「ココアブラウン」の2色）及びアロマブリーチ発売。
- 2003年2月 - カラーアピールシリーズ第3弾としてモチーフシリーズを発売。
- 2003年3月 - 上位ラインのラビナスアドバンスシリーズ（ヘアケア、ヘアスタイリング、ヘアカラー）を大型ドラッグストアなどの一部店舗限定で発売。
- 2003年7月 - カラーアピール モチーフシリーズの新色（「梟セミダーク」「鮫ストーン」「豹ウッディ」の3色）発売。同時にブリーチシリーズ・髪色もどしシリーズのデザインを変更。キャラクターシリーズは9月で生産終了。
- 2003年9月 - スタイリングシリーズの携帯用が生産終了。
- 2004年2月 - 最後の新製品、カラーアピール モチーフシリーズの新色（「薔薇ピンクブラウン」「流星ハニーブラウン」の2色）発売。ストリートシリーズは3月で生産終了。
- 2004年9月 - ラビナスヘアカラー全製品、アロマブリーチ、ヘアブラシ全製品の生産が終了。以降ラビナスブランドの終息へと向かっていく。
- 2005年3月 - ラビナスアドバンス全製品及びラビナスカラーアピール全製品[1]の生産が終了。黒髪用ヘアカラーは新ブランドプリティアへ移行。
- 2005年9月 - ラビナス全製品[2]の生産が終了（ヘアケアはアジエンス及びエッセンシャルに、スタイリング剤はリーゼ サプライシリーズに統合）。約9年半の歴史に幕を閉じた。

## かつて販売されていた商品

### ヘアケア（ヘアベースメイク）
ヘアケア製品に関しては同時期の他社製品（平均2年）と比較して短いスパンでリニューアルが繰り返された。

#### シャンプー/コンディショナー
クレンジングシャンプー/ナリシングコンディショナー（香調はナチュラルフルーティとエレガントフローラルの2種類）
1996年2月19日発売の初代製品。髪のための基礎化粧品をコンセプトにシャンプーで整髪料や頭皮のアブラをすっきり落としてからコンディショナーで保湿するコンセプト。なお、1997年春頃にボトルデザインが一部変更されている。
クレンジングシャンプー/コンディショニングリンス（香調はラビナスフローラルとラビナスフルーティの2種類）
1998年2月23日発売。初代製品のマイナーチェンジ版。
コットンフィールシャンプー/コットンフィールリンス（香調はフレッシュフローラルとフレッシュフルーティの2種類）（販売名：クレンジングシャンプー/コンディショニングリンス）
シルキーフィールシャンプー/シルキーフィールリンス（香調はエレガントフローラル）
1999年2月6日発売（コットンフィールは前年12月から切り替え）。従来製品の名称変更版（処方は同一）のコットンフィール（緑色ボトル）とヘアカラーやパーマで傷んだ髪向けのシルキーフィール（白色ボトル）の2種類に。CMでは「すっきり洗うか、しなやかに洗うか。コットンフィールとシルキーフィール。ラビナスから、2つのシャンプー。」のキャッチコピーで展開された。
ピュアクレンジングシャンプー/アフタークレンジングコンディショナー（香調はフレッシュフローラルとフレッシュフルーティの2種類）
シルキーサプライシャンプー/シルキーサプライコンディショナー（香調はエレガントフローラルとエレガントフルーティの2種類）
2000年4月発売。従来製品の改良版。本世代からCMがシルキーサプライシリーズのみへと一本化され、初代からの系譜であるピュアクレンジングシリーズは影を潜めることとなった。
デザイニングシャンプー/デザイニングコンディショナー（香調はグリーンフローラルアロマの1種類）（コンディショナーの販売名はデザイニングヘアコンディショナー）
2001年9月22日発売。うるおいマニキュア成分配合。ボトルはシャンプーが白色、コンディショナーが緑色となり従来の2ラインの1本化ではあるが実質的にはシルキーサプライシリーズのリニューアルであり、初代からの系譜であるクレンジングシャンプーが消滅した。本製品は後述のラビナスアドバンス及びアジエンスの発売後も2005年9月まで販売されシリーズ中最も息が長い製品となった。

#### トリートメント
ヘアコントロール
1997年2月3日発売。「エクス・ケア」より継承。かたい髪用・やわらかい髪用の2種類がある。
トリートメント
1998年2月23日発売。ヘアコントロールの後継品。かたい髪用・やわらかい髪用の2種類がある。デザイニングヘアトリートメント発売に伴い販売終了。
デザイニングトリートメント（販売名：デザイニングヘアトリートメント）
2001年9月22日発売。トリートメントの後継品。シャンプー・コンディショナー同様、従来2タイプあったものが1タイプに絞られた。
トリートメントエッセンス
1996年2月19日発売。ミストタイプの洗い流さないトリートメント。1998年2月23日にリニューアルを実施しブランド終了まで販売された。

### ヘアスタイリング（ヘアメイク）
基幹ラインのヘアラインメイクシリーズ（ヘアスタイルによってI(ストレート)/C(カール)/S(ニュアンス)/W(ウェーブ)に分かれていた）と遊び心をプラスするデザイニングシリーズに分かれる。

#### ヘアラインメイクシリーズ（第1期）
Iライン　つやつやスプレー
1996年2月19日発売。ブラシでとかすだけでハネや浮きを抑え光沢あるストレートヘアを作るスプレー。エアゾールタイプ。
Iライン　さらさらウォーター
1996年2月19日発売。髪のうねりや寝ぐせを伸ばしまっすぐなストレートヘアを作るブロー用スプレーウォーター。ノンガスミストタイプ。
Cライン　くせづけウォーター
1996年2月19日発売。サイドや毛先にカールを付け、1日キープするブロー用スプレーウォーター。エアゾールタイプ。
Cライン　ジェルローション
1996年2月19日発売。手ぐしでショートヘアの毛先に動きをつけ、ハードに固定するジェルローション。ポンプタイプ。
Sライン　パーマアレンジフォーム
1996年2月19日発売。フィンガーブローでゆるやかなパーマの流れを生かしながらふわっと軽い仕上がりのフォーム。
Sライン　くるんとウォーター
1996年2月19日発売。カーラーで巻いて、ふんわりとしたカールを素早く作るスプレーウォーター。ノンガスミストタイプ。
Wライン　ナチュラルフォーム
1996年2月19日発売。パサつきのないナチュラルなウェーブラインを保つフォーム。
Wライン　ウェットフォーム
1996年2月19日発売。広がりを抑えてウェットでくっきりとしたウェーブラインを保つフォーム。

#### ヘアラインメイクシリーズ（第2期）
Iライン　つやつやスプレー
1998年2月23日発売。1期製品の改良版。
Iライン　さらさらウォーター
1998年2月23日発売。1期製品の改良版。
Cライン　くせづけウォーター
1998年2月23日発売。1期製品の改良版。
Cライン　ジェリークリーム
1998年2月23日発売。
Sライン　ふんわりカールウォーター
1998年2月23日発売。「くるんとウォーター」の改良品。カーラー・アイロン用ノンガスミスト。特にホットカーラーに最適。
Sライン　ふわっとブローフォーム
1998年2月23日発売。「パーマアレンジフォーム」の改良品。
Wライン　くっきりフォーム
1998年2月23日発売。「ウエットフォーム」の改良品。。
Wライン　しっとりミルク
1998年2月23日発売。手ぐしでくしゃっとしたWラインに整えられるヘアミルク。

#### ヘアラインメイクシリーズ（第3期）
Iライン　ウルトラストレートエッセンス
1999年11月発売。「つやつやスプレー」の改良品。髪のハネや浮きを抑え、ストンとしたウルトラストレートヘアをとかすだけで作れ、長時間キープするスプレー。噴射ガスに窒素を使用したエアスプレータイプ。
Iライン　まっすぐさらさらウォーター
1999年11月発売。「さらさらウォーター」の改良品。髪のうねりや寝ぐせを直しまっすぐさらさらな髪にするブロー用ウォーター。ノンガスミストタイプ。
Iライン　やわらかモイストフォーム
1999年11月発売。くせ毛の混じった髪もしっとりまとめながら軽く自然なストレートラインにするフォーム。
Cライン　なめらかカールウォーター
1999年11月発売。「くせづけウォーター」の改良品。ブローやカーラーで、毛先まで流れるようなCラインが素早く作れるウォーター。ノンガスミストタイプ。シリーズ中本製品のみミルキィゼリーと入れ替えで2001年秋に生産終了した。
Cライン　ソフトワックス
1999年11月発売。髪を固めず微妙な動きのあるスタイルを作る新感触ワックス。
Cライン　ミルキィゼリー
2001年9月発売。1回のブローで毛先のカール、流れ、動きを作るうるおいたっぷりのミルキィゼリー。ポンプタイプ。シリーズ中本製品のみ携帯用サイズは用意されなかった。
Sライン　ワックス・インローション
1999年11月発売。手ぐしとブローでパーマやウェーブのSラインを生かし、軽く無造作なスタイルが作れるワックス成分配合のローション。ポンプタイプ。
Wライン　くっきりフォーム
1999年11月発売。2期製品の改良版。髪を固めすぎずくっきり際立つウェーブラインを作るフォーム。
Wライン　しっとりやわらかミルク
1999年11月発売。「しっとりミルク」の改良品。ほどよくしっとりした波打つウェーブラインを作るモイストセット成分配合のミルク。ポンプタイプ。

#### デザイニングシリーズ
デザイニングスプレー
1999年9月発売。ねじったり、にぎったり、散らしたりが自在で超ハードな仕上がりのワックス感覚スプレー。
デザイニングワックス
1999年9月発売。ワックス独特の光沢が無く、しかも固まらないので自然に仕上がる、マットタイプのヘアワックス。
デザイニングローション
1997年2月3日発売（翌1998年9月のオイル/リキッド発売時にリニューアル）。髪に束感をデザインする、ポンプタイプのヘアローション。固まらないので自然に仕上がる。2001年秋に生産終了。
デザイニングオイル
1998年9月発売。髪にツヤ感をデザインする、ベタつかずサラっとした使い心地のヘアオイル。2001年秋に生産終了。
デザイニングリキッド
1998年9月発売。根元に揉み込んでくしゃっとしたラフ感をデザインする女性用ヘアリキッド。2001年秋に生産終了。

#### その他シリーズ
ピンスポットスプレー
1997年2月3日発売。根元だけをセットできる前髪用スプレー。1998年秋に生産終了。
コームオンフォーム
1997年2月3日発売。生え際等のポイント用、超ハードタイプのヘアフォーム。コームに泡をのせ、とくように馴染ませて使用する。1998年秋に生産終了。
水分たっぷりヘアウォーター
2000年10月発売。寝ぐせをすばやく直しながら髪をスタイリングしやすい状態に整えるジェル状のヘアウォーター。ポンプタイプ。シリーズ中唯一詰め替え用（2倍サイズ）も用意された。

### ヘアカラーリング（カラーメイク）
全て黒髪用である。2001年以降はカラーアピールシリーズは10代向け、従来シリーズは20代以上向けとして展開された。

#### ラビナス（女性用・第1期）
ピュアカラー【医薬部外品】
1997年10月13日発売。同社初の黒髪用液状ヘアカラー。全5色（発売当初は「イエローブラウン」「オレンジブラウン」「レッドブラウン」の暖色ライト系の3色展開、翌1998年2月23日に寒色ダーク系の「オリーブブラウン」「クールブラック」の2色が追加された）。カラーアピール ストリートシリーズ発売に伴い2001年春に生産終了。
ピュアカラーNeo【医薬部外品】
1999年2月6日発売。クシ付きの「かんたんコームボトル」を採用した黒髪用液状ヘアカラー。全9色（発売当初は「ライトニュアンス」「イエローニュアンス」「オレンジニュアンス」「レッドニュアンス」の4色、同年9月に「オリーブニュアンス」「アッシュニュアンス」「トゥルーブラック」の3色が追加、2000年1月に「ビターブラウン」「マイルドブラウン」の2色が追加、「ライトニュアンス」を「ライトブラウン」に改名）。ラビナスヘアカラー発売に伴い2001年9月に生産終了。
ブリーチ【医薬部外品】
1997年2月3日発売。1998年7月リニューアル。同社初のブリーチ。カラーアピール なめらかブリーチ発売に伴い2002年春に生産終了。
ハイブリーチ【医薬部外品】
1998年7月発売。カラーアピール ハイブリーチ発売に伴い2002年春に生産終了。
EXハイブリーチ【医薬部外品】
2000年7月発売。カラーアピール イナズマブリーチ発売に伴い2001年春に生産終了。
髪色を戻すヘアカラー【医薬部外品】
1998年2月23日発売。1ヶ月以上持続するヘアカラータイプ。カラーアピール 髪色もどしシリーズ発売に伴い2002年春に生産終了。
髪色を戻すヘアマニキュア
1998年2月23日発売。ヘアマニキュア「マイルドブラック」の後継品。2週間持続のヘアマニキュアタイプ。2002年春に生産終了。これ以降同社から黒髪用ヘアマニキュアは発売されていない。
ヘアマニキュア
1997年2月3日発売。「ルアージュ・トリートメントヘアマニキュア」（1995年春発売）の後継品。クシの先から泡で出る泡状ヘアマニキュア。「ハニーイエロー」「アプリコットオレンジ」「ラズベリーレッド」「マイルドブラック」の全4色。「マイルドブラック」は髪色を戻すヘアマニキュア発売に伴い1998年2月に、他3色は2001年春に生産終了。
ヘアファンデーション
1998年4月25日発売。1日だけのカラーメイク。白色のフォームで髪全体をほんのり色付ける。シャンプーで落とせる。「シャンパンゴールド」「ティーブラウン」「ワインレッド」「アクアブルー」の全4色。2001年春に生産終了。
ヘアマスカラ
1998年4月25日発売。シャンプーで落とせる、マスカラタイプの染毛料（頭髪用）。「パールホワイト」「トパーズゴールド」「ルビーレッド」「サファイアブルー」の全4色、同年冬に「ペリドットグリーン」「ジルコニアパープル」の2色が限定発売された。2001年春に生産終了。

#### ラビナス（女性用・第2期）
ヘアカラー【医薬部外品】
2001年9月22日発売。ピュアカラーNeoの後継品で引き続きクシ付きの「かんたんコームボトル」を採用。フローラルのやさしい香り。全9色（発売当初は「マットブラウン」「ライトブラウン」「ハニーブラウン」「カッパーブラウン」「アッシュブラウン」「ピンクブラウン」「ミントブラウン」の7色、翌2002年9月14日に「キャラメルブラウン」「ココアブラウン」の2色が追加された）。2004年9月生産終了。
アロマブリーチ【医薬部外品】
2002年9月14日発売。「かんたんコームボトル」を採用のブリーチ。フローラルのやさしい香り。2004年9月生産終了。

#### ラビナス カラーアピール（男女両用）
カラーアピール ストリートシリーズ【医薬部外品】
2001年2月24日発売。事実上ピュアカラー（無印）の後継品。東京の街での流行色を採用したはっきりとしたインパクトのある色合いのヘアカラー。「渋谷ゴールド」「代官山スモーキー」「原宿カッパー」「青山アッシュ」「東京ブラック」の全5色。2004年3月生産終了。
カラーアピール キャラクターシリーズ【医薬部外品】
2002年2月23日発売。少し大人びた微妙な色合いのヘアカラー。「ピンクカウガール」「ベージュダンサー」「グレーシャドウ」「ハニーレーサー」「アンバーDJ」の全5色。2003年9月生産終了。
カラーアピール モチーフシリーズ【医薬部外品】
2003年2月8日発売。クリア系と渋系のラインナップ。全10色（発売当初は「蠍スカーレット」「蝶々ジャスミン」「狐トパーズ」「鷹ビターブラウン」「天狼ダルグレー」の5色、同年7月12日に「梟セミダーク」「鮫ストーン」「豹ウッディ」の3色、翌2004年2月7日に「薔薇ピンクブラウン」「流星ハニーブラウン」の2色が追加された）。2005年3月の生産終了後、新ブランド「プリティア ハッピーファンタジーカラー」へ引き継ぐ。
カラーアピール ブリーチシリーズ（第1期）【医薬部外品】
イナズマブリーチは2001年2月24日、他は2002年2月23日発売。当時既発売のストリートシリーズと共通のデザインレイアウト。「なめらかブリーチ」「ハイブリーチ」「イナズマブリーチ」「リタッチブリーチ」の4タイプ。
カラーアピール ブリーチシリーズ（第2期）【医薬部外品】
2003年7月12日発売。既発売のブリーチシリーズを同時発売のモチーフシリーズのデザインと統一（中身は同一）。ラインナップはすべて商品名の頭に「蜂」が付き、「蜂」シリーズ（「蜂なめらかブリーチ」「蜂ハイブリーチ」「蜂イナズマブリーチ」「蜂リタッチブリーチ」）とした。2005年3月生産終了。
カラーアピール 髪色もどしシリーズ（第1期）【医薬部外品】
2002年2月23日発売。当時既発売のストリートシリーズと共通のデザインレイアウト。「きちんと栗色もどし」「マジメに黒色もどし」「本気でまっ黒もどし」の3タイプ。
カラーアピール 髪色もどしシリーズ（第2期）【医薬部外品】
2003年7月12日発売。前年発売の髪色もどしシリーズを同時発売のモチーフシリーズのデザインと統一（中身は同一）。「きちんと栗色もどし」「マジメに黒色もどし」「本気でまっ黒もどし」の3タイプ。2005年3月生産終了。

### ヘアブラシ
ラビナスヘアブラシ
「ルーネット」の後継製品。2004年9月生産終了。
LV-2828 - ブラッシングタイプのヘアブラシ。携帯用もラインナップ。
LV-4000 - デンマンタイプのヘアブラシ。
LV-2810 - スケルトンタイプのヘアブラシ。
LV-9610 - ロールタイプのヘアブラシ。

### ラビナスアドバンス
大型ドラッグストアを中心とした一部店舗のみで展開された上位ライン。2003年3月発売。2005年3月に全製品の生産が終了した。
シャイニークリスタル シャンプー/コンディショナー/トリートメント
光の効果で髪色まできれいに見せるシャンプー/コンディショナー/トリートメント。クリスタルのような明るい輝きでさらさら軽い仕上がりのタイプ。
シャイニーパール シャンプー/コンディショナー/トリートメント
光の効果で髪色まできれいに見せるシャンプー/コンディショナー/トリートメント。パールのようななめらかなつやでしっとり落ち着いた仕上がりのタイプ。
つやめきまとまりシャワー
毛先まで一気に寝ぐせをリセットするウォーター。ノンガスミストタイプ。
キラさらストレートウォーター
ハネやうねりを一気にまっすぐにするブロー用ウォーター。ノンガスミストタイプ。
流れキラリワックス
べたつかず、固まらない仕上がりで手ぐしで束感のある自然な毛流れを自在につけられるワックス。
ふわり透けるフィックスワックス
べたつかず、くしゅくしゅした動きや遊びを1日中キープするワックス。
立体キラリウェーブホイップ
伸びたウェーブラインを復活させ、固まらずキープするフォーム。
光の彩りヘアカラー【医薬部外品】
光の効果で、髪色を引き立てるヘアカラー。色に合わせて3タイプの質感で光をコントロールする新発想を採用した全6色（「透明感ハニーブラウン」「透明感キャラメルブラウン」「ぼかし感マットブラウン」「ぼかし感アッシュブラウン」「光沢感プラムブラウン」「光沢感ピーチブラウン」）。「かんたんコームボトル」を採用、フローラルアロマの香り、シャイニーパールトリートメントのサンプル同梱。
光の彩りブリーチ【医薬部外品】
光の効果で、髪色を引き立てるブリーチ。「かんたんコームボトル」を採用、フローラルアロマの香り、シャイニーパールトリートメントのサンプル同梱。

## イメージキャラクター
- 英姫（1996年2月～1997年）
- 園原ゆかり（1997年）
- 小西真奈美（1998年2月～1999年）
- 浅野麻由子（2000年2月～同年）
- 小林萌美（2000年2月～4月）
- 真里子（2000年4月）
- ロンドンブーツ1号2号（カラーアピール、2001年2月）
- 伴都美子（Do As Infinity）（2001年4月～2002年）
- 紗羅マリー（アドバンス、2003年3月）
- カレン（アドバンス、2003年3月）
- キャサリン（アドバンス、2003年3月）
- ピーコ（声のみ）（アドバンス、2003年3月）
- 樹里（カラーアピール、2004年2月）
- 加藤ローサ（カラーアピール、2004年2月）

この他、1998年～2000年にかけて複数の女性モデルが小西真奈美と並行してCMに使われていた。

## CM音楽
- 内藤やす子「愛はLAVENUS」（1996年2月～1997年）
- TRF「Frame」（1998年2月～）
- TRF「It's My Time」（1998年夏～）
- TRF「BE FREE[STRAIGHT RUN]」（1998年秋～）
- TRF「slug and soul」（1998年秋～）
- 相川七瀬「COSMIC LOVE」（1999年2月～）
- 相川七瀬「Heat of the night」（1999年6月～）
- 相川七瀬「Jealousy」（1999年9月～）
- AREA3「SEVENTH HEAVEN」（2000年2月～）
- AREA3「Drasitc Time」（2000年4月～）
- AREA3「be a girl」（2000年4月～）
- SUICIDE SPORTS CAR「BACKSEAT BUTTERFLY」（2000年秋～）
- ロンドンブーツ1号2号「声」（カラーアピール、2001年2月）
- Do As Infinity「シグナル」（2001年4月～）
- Do As Infinity「翼の計画」（2001年6月～）
- Do As Infinity「冒険者たち」（2001年9月～）
- Do As Infinity「nice ＆ easy」（2002年4月～）